# Dipseudopsis digitata
Dipseudopsis digitata là một loài Trichoptera trong họ Dipseudopsidae. Chúng phân bố ở miền Ấn Độ - Mã Lai.